# Laša Bekauri
Laša Bekauri (gruzínsky: ლაშა ბექაური; 26. července 2000 Archiloskalo) je gruzínský judista, dvojnásobný olympijský vítěz v kategorii do 90 kilogramů (střední váha). V roce 2021 se stal mistrem Evropy. Jeho nejlepším umístěním na světovém šampionátu je 2. místo z roku 2023, má též světový bronz z roku 2022 a týmový bronz z roku 2023.